# Fiat 500 "Topolino"
La Fiat 500, vero nome della vetturetta conosciuta come "Topolino", è un'utilitaria della casa automobilistica italiana FIAT prodotta dal 1936 al 1955.

## Il contesto

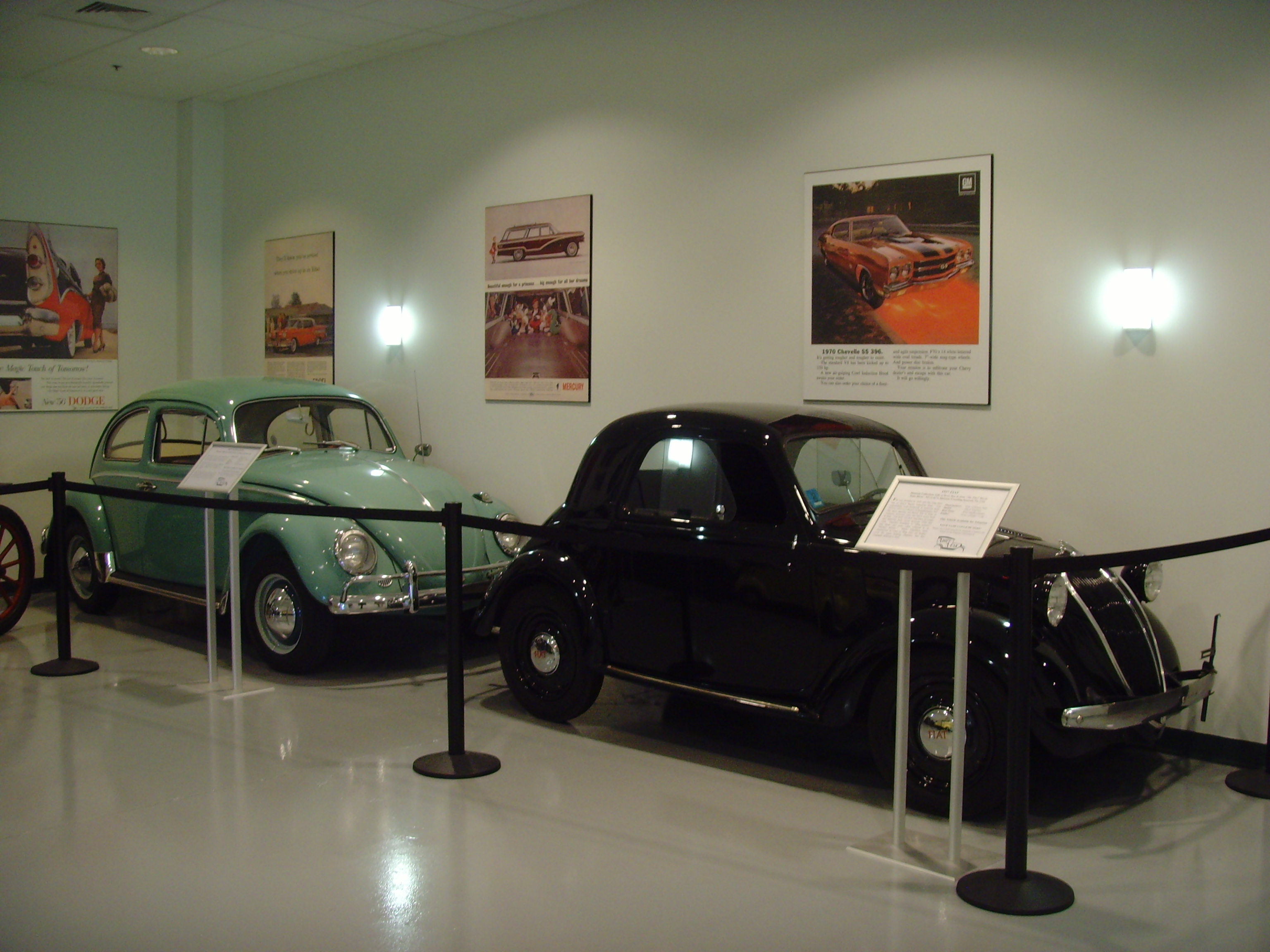
Fiat 500 e Volkswagen Maggiolino, le auto del popolo italiano e tedesco

La Fiat 500, popolarmente chiamata "Topolino", è senza dubbio fra le automobili italiane più famose. Nel 1930 Benito Mussolini convocò il senatore Giovanni Agnelli, uno dei fondatori della Fiat, per chiedergli di soddisfare l'"inderogabile necessità" di motorizzare gli italiani con una vettura economica, che non superasse il costo di 5 000 lire.
Fu un'idea di grande impatto propagandistico, al punto che Adolf Hitler, non appena eletto Cancelliere del Reich, si affrettò a convocare Ferdinand Porsche e gli chiese di realizzare un'automobile dal costo non superiore ai 1 000 marchi, quella che sarebbe divenuta famosa in Italia con il nome di Volkswagen Maggiolino.

## La "500" mai nata
Preoccupato per il difficile incarico, a cui avrebbe volentieri rinunciato, Agnelli rimise la questione ai progettisti dell'ufficio tecnico della FIAT che si divisero in due opposte correnti di pensiero. La prima riteneva possibile raggiungere lo scopo con tecnologie e schemi già utilizzati dalla FIAT, risparmiando all'osso su dotazioni e materiali. La seconda, valutando che l'azienda torinese non fosse in grado di fornire un prodotto adeguato in tempi brevi, proponeva di affidare il progetto a Oreste Lardone, un estroso tecnico allievo di Giulio Cesare Cappa, che aveva già realizzato un interessante prototipo di piccola vettura economica per l'Itala.
All'inizio, la direzione aziendale FIAT decise di sperimentare entrambe le soluzioni: incaricò l'ufficio tecnico di procedere alla progettazione del modello con standard aziendali e, contemporaneamente, assunse Oreste Lardone, assegnandogli un piccolo gruppo di tecnici e operai con il quale sviluppare le proprie teorie meccaniche.
Le idee di Lardone erano semplici e chiare: la nuova automobile avrebbe dovuto disporre di quattro posti e di un propulsore bicilindrico di 500 cm³ raffreddato ad aria e dotata di trazione anteriore.

Visita di Mussolini alla Fiat il 24 ottobre 1932

Era l'estate del 1931 quando il prototipo della "500 tutto avanti" fu pronto per la sua prima uscita con a bordo il collaudatore, il progettista e il senatore Agnelli, impaziente di verificare il prodotto e telegrafare la buona notizia a Mussolini. L'automobile uscì dal Lingotto e percorse alcuni chilometri, ma sulla salita di Cavoretto un incendio del motore costrinse gli occupanti a saltare fuori. L'incidente era probabilmente dovuto a una banale fuoriuscita di carburante, tuttavia Agnelli ordinò che la trazione anteriore fosse bandita per sempre dalla FIAT, mentre Lardone fu licenziato.
La progettazione della piccola vettura proseguì senza entusiasmo fino alla visita del duce alla FIAT dell'ottobre 1932, che rammentò ad Agnelli l'impegno assunto.
In realtà i "mostri sacri" dell'ufficio progetti FIAT, Antonio Fessia e Tranquillo Zerbi, erano convinti che l'idea giusta fosse quella "proibita" di Lardone e non si sentivano di procedere a un progetto palesemente sbagliato solo per assecondare il pregiudizio del senatore. Fu lo stesso Fessia a passare l'incarico a Dante Giacosa, un giovane ingegnere già suo assistente nella progettazione della "Balilla", ritenendolo l'uomo adatto.

## La "Topolino"

Dante Giacosa e la "Topolino"

Dante Giacosa prese le redini del progetto e dopo mesi di febbrili disegni e calcoli ne uscì una copia in dimensioni ridotte della "Balilla". Introdusse innovazioni tese a risparmiare peso e costi: il radiatore era sopra il motore per risparmiare la pompa dell'acqua, secondo il principio che l'acqua calda va in alto e quella fredda in basso (circolazione a termosifone); il telaio aveva due travi a V dall'anteriore al posteriore; il motore a 4 cilindri aveva valvole laterali. Ulteriori elementi di risparmio nella progettazione del motore furono l'alimentazione della benzina a gravità (eliminazione della pompa d'alimentazione) e la lubrificazione con una rudimentale pompa dell'olio avente mera funzione di portata, col lubrificante distribuito ai vari organi meccanici per sbattimento, ovvero dal movimento degli organi stessi.
La dirigenza FIAT, soddisfatta, autorizzò la realizzazione di prototipi della "500".

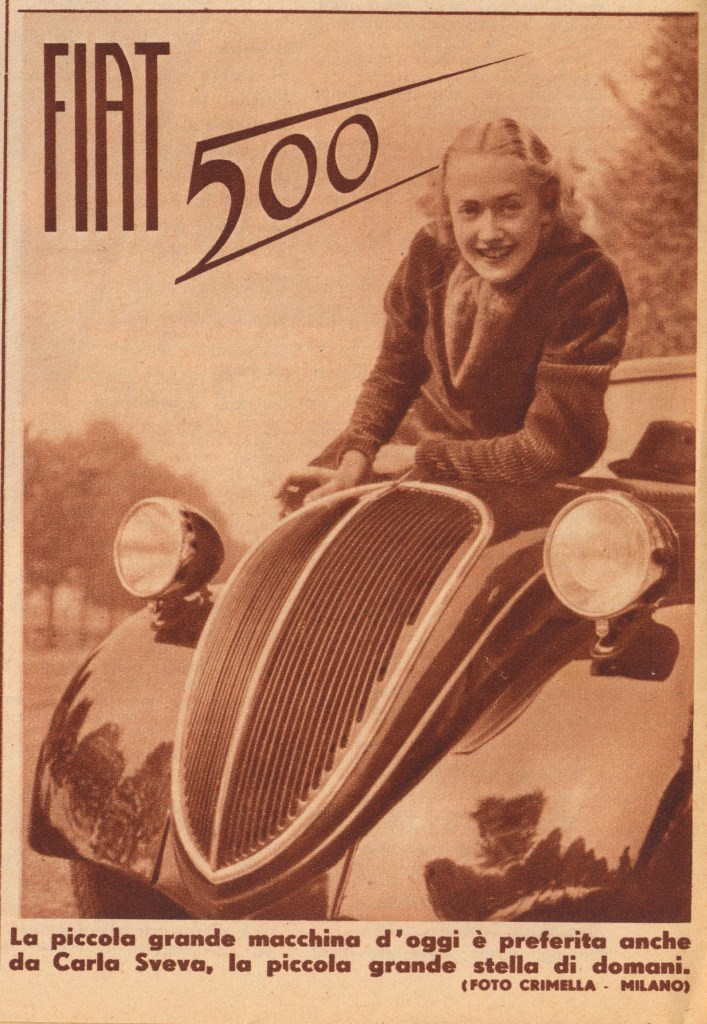
Pubblicità del 1936 della 500

Il prototipo definitivo fu collaudato su strada, il 7 ottobre 1934, da Giacosa e Fessia, che si alternarono alla guida sull'accidentato percorso Torino - Ivrea - La Serra - Vestigné - Borgomasino - Cigliano - Torino, percorrendo molti chilometri di strade sterrate per provare le sospensioni. Nell'ultimo tratto autostradale, raggiunsero la velocità di 82 km/h.
Per la nuova vettura era stata scelta la denominazione "Fiat Topolino", sull'onda del successo che l'omonimo personaggio, ideato da Walt Disney, aveva ottenuto in Europa. Poco prima della messa in vendita e in seguito alle sanzioni, alcune indiscrezioni giornalistiche ventilarono il nuovo nome di "Fiat Ginevra". Il 10 giugno 1936, a Villa Torlonia, la nuova "ultra utilitaria" fu presentata a Mussolini ed alla Stampa, svelando la denominazione definitiva di "Fiat 500".
Il 15 giugno 1936 fu posta in vendita la Fiat 500 (ribattezzata "500 A", progenitrice delle "500 B" e "500 C"), sin dalla sua apparizione popolarmente chiamata ugualmente "Topolino". Si trattava di una vetturetta modesta per tecnica e prestazioni, il cui prezzo era di 8 900 lire, ben oltre le preventivate 5 000 lire e circa venti volte lo stipendio medio di un operaio specializzato. Nello stesso periodo, in Germania, Porsche aveva già realizzato i prototipi definitivi della "Maggiolino", messa in "prevendita" a 990 Marchi, cinque volte lo stipendio di un operaio specializzato.
Grazie alla "fame di automobile degli Italiani", la Fiat 500 riuscì comunque ad avere un discreto successo. Nell'Italia del 1936 circolavano solo 222 000 automezzi (di ogni tipo, compresi quelli pubblici e militari) per oltre 42 milioni di abitanti, un veicolo ogni 200 persone. Si trattava di un rapporto dieci volte inferiore a quello della Francia e quaranta volte inferiore a quello degli Stati Uniti d'America nello stesso anno, e per tale motivo, molti  italiani furono particolarmente desiderosi d'acquistare le nuove vetture.

## L'evoluzione

### La "500" balestra corta

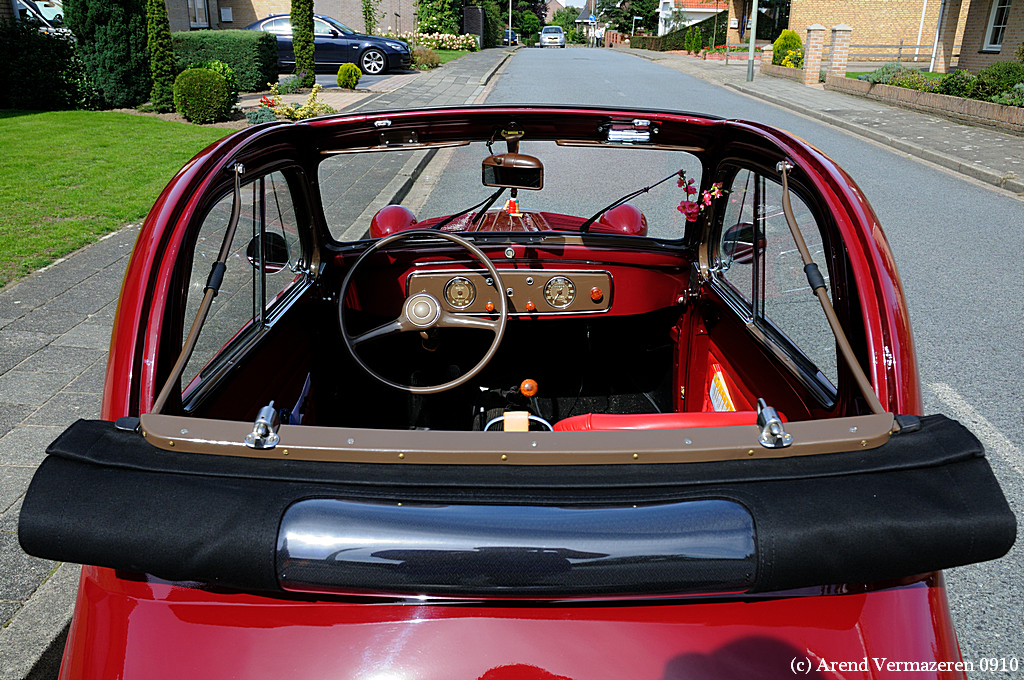
Interni della "Topolino" in versione B

La vettura veniva venduta in due allestimenti: la normale "Berlina due porte" e la "Berlina due porte trasformabile", con tetto apribile, e a 9 750 lire. Dalla fine del 1936 fu allestita anche una versione "Furgone", con portata di 300 kg e principalmente destinata al Regio Esercito. Alcuni casi di cedimento del piano di carico nella parte posteriore, dovuti all'eccessiva lunghezza dello sbalzo esterno ai puntoni, fecero modificare le sospensioni. Il primo lotto di "500" a balestra corta cessò con il numero di telaio 046000, nella seconda metà del 1938.

### La "500" balestra intera
Per ovviare ai problemi di carico del furgone militare, si studiò un allungamento del telaio mediante sostituzione delle mezze balestre con balestre intere. Per l'impossibilità di avviare due distinte linee d'assemblaggio, si unificò la produzione sul nuovo telaio. Vista l'immutata denominazione, la prima versione fu popolarmente definita "balestra corta" e la seconda "balestra intera" o "balestra lunga". In tutte le sue versioni la "500" a valvole laterali fu costruita pressoché immutata fino all'inizio del 1948, in oltre 110 000 esemplari.

### La "500 B"

Fiat 500 B Giardiniera

Nella primavera del 1948 fu presentata la "500 B", piuttosto simile alla precedente ma con sostanziali modifiche tecniche. Il motore aveva una nuova testata in ghisa con valvole in testa comandate da aste e bilancieri e aumentato nella potenza a 16,5 cavalli vapore (12,1 kW), che consentiva una velocità massima di 95 km/h e consumi inferiori. Fortemente rivista anche la parte telaistica con molte piccole migliorie e con l'adozione della barra trasversale stabilizzatrice posteriore e degli ammortizzatori idraulici telescopici sulle quattro ruote. Il comfort invernale risultò migliorato dall'adozione dell'impianto di riscaldamento, su richiesta.
La novità più importante e gradita fu l'introduzione della versione "Giardiniera" che proponeva una piccola familiare con quattro posti e un portellone posteriore, che dava accesso al considerevole vano di carico, aumentabile tramite il ribaltamento in avanti dello schienale posteriore.
La nuova versione, che riproduceva in formato ridotto la geniale soluzione di "carrozzeria funzionale" ideata nel 1946 da Mario Revelli per la Carrozzeria Viotti, era caratterizzata da lussuose fiancate realizzate con listelli di frassino e masonite, sullo stile delle woody americane e poteva essere impreziosita con tinte metallizzate. La "Giardiniera" fu la prima automobile al mondo di tipo station wagon costruita in grande serie.
Il termine originale "Giardinetta" non si poteva utilizzare perché depositato dalla Carrozzeria Viotti e si scelse il termine "Giardiniera" che oltre ad avere assonanza con la fuoriserie di Viotti, riprendeva l'omonima denominazione dei carri sui quali gli ortolani trasportavano ai mercati i loro prodotti, ancora nel dopoguerra.
La "500 B" rimase in produzione per poco più di un anno, con oltre 21 000 esemplari costruiti.

### La "500 C"

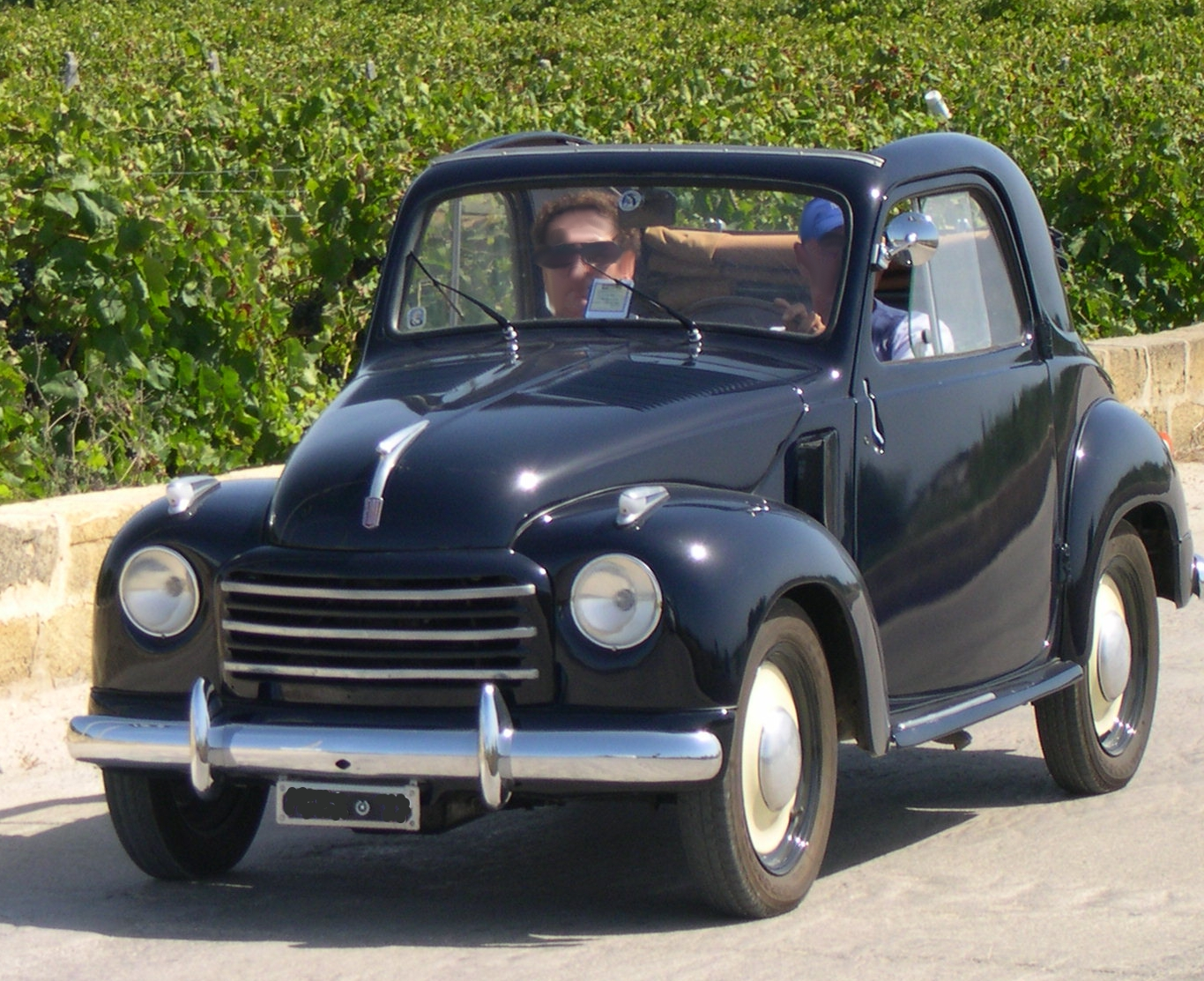
Fiat 500 C Trasformabile

Fiat 500 C Furgoncino

Prodotta a partire dal 1949, la "500 C" fu il 100º modello di autovettura FIAT. Per sottolineare le importanti innovazioni tecniche, fu deciso un rifacimento della carrozzeria per renderla più moderna. Il frontale fu modificato incassando i fari nei parafanghi; dalla coda scomparve la classica ruota di scorta a vista, tipicamente anteguerra.
Dal punto di vista tecnico fu abbandonata la ghisa per la testata, sostituita con l'alluminio. Per unificare la produzione, la versione "Berlina trasformabile" fu resa di serie, mentre la berlina con tetto in lamiera si poteva avere a richiesta, con lunghe attese.

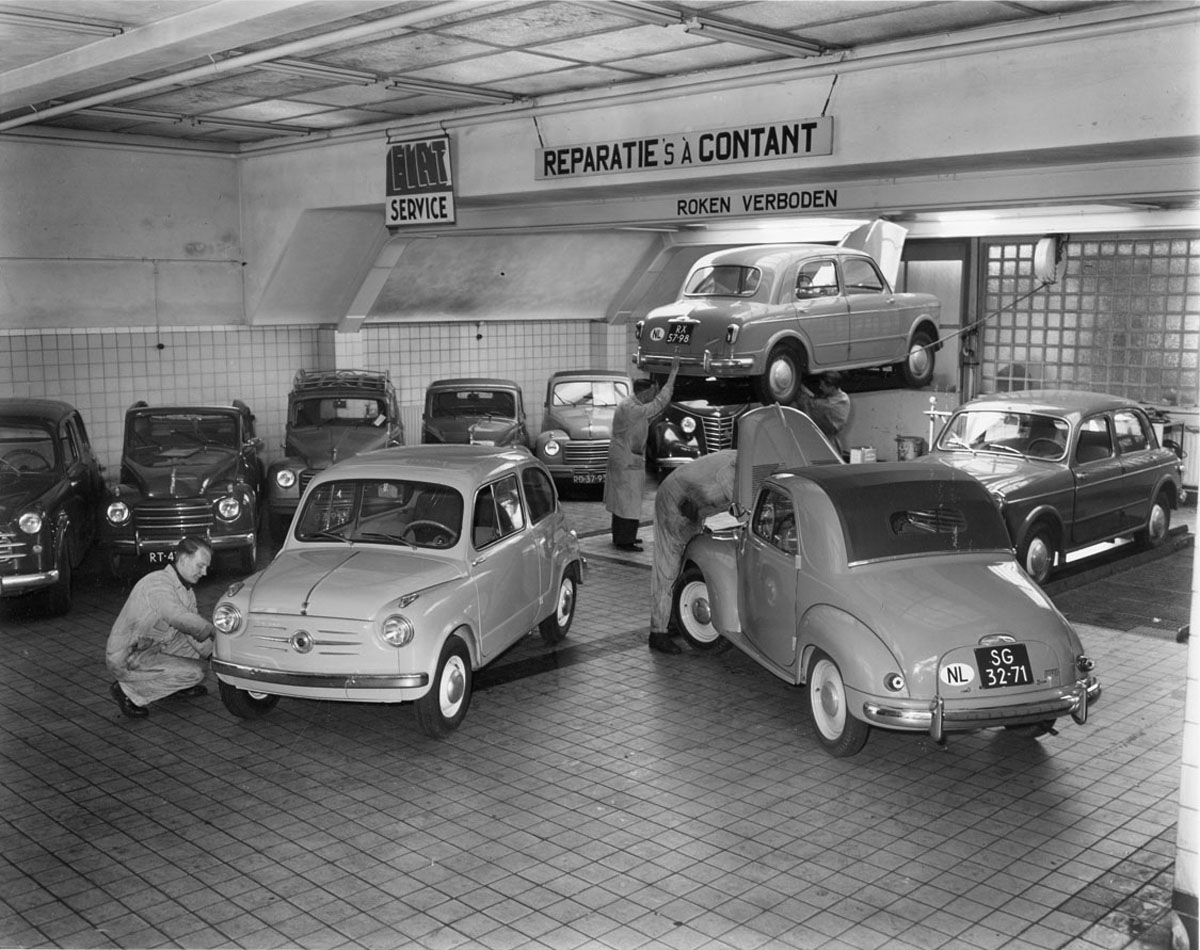
Una delle ultime 500 C, accanto a una 600, erede, insieme alla Nuova 500, della "Topolino"

Nel 1951 la "Giardiniera Legno" abbandonò le fiancate in legno e faesite, costruite a mano dalla Sezione Carrozzerie Speciali, in favore della "Belvedere", con nuovi lamierati metallici realizzati a stampaggio. L'innovazione portava grandi vantaggi dal punto di vista pratico e le vendite aumentarono considerevolmente. La produzione della "Topolino Berlina" cessò nel 1954, nove anni dopo la fine della guerra ed il ritorno della democrazia in Italia e pochi anni prima del boom economico, lasciando il posto alla 600, mentre quella della "Belvedere" si protrasse a tutto il 1955.

### Produzione estera
La "Topolino" fu prodotta, su licenza, anche in stabilimenti consociati alla FIAT o mediante la creazione di apposite joint venture. Con limitate differenze esteriori, più o meno rilevanti, era assemblata in Polonia dalla Polski Fiat, in Austria dalla Steyr-Puch, in Germania dalla NSU-Fiat Neckar e in India dalla Premier. Grande fu il successo delle versioni francesi prodotte dalla SIMCA con i modelli "Cinq" e "Six": oltre 50 000 esemplari, dal 1937 al 1950.
Nell'ambito degli accordi tra FIAT e Nash Motors per realizzare anche a Torino automobili con scocca autoportante, nel 1948 le due case presero accordi per produrre negli Stati Uniti d'America una versione spider della "Topolino", con autotelaio fornito dalla FIAT e carrozzeria Nash, disegnata da Bill Flajole. Dopo la presentazione alla stampa del prototipo "NXI", nel 1949, l'accordo tra Nash e FIAT sfumò.

### Le derivate
Gli autotelai della "Topolino" furono utilizzati da carrozzieri italiani ed esteri, per versioni speciali sportive, commerciali o da competizione.
Degne di nota le Topolino "belvedere" Garavini, le Siata Amica, cabriolet, le Fiat Giannini 750 sport (berlinetta "Mille Miglia", 500 C Furgone Abarth e un esemplare unico di 500 C berlina carrozzata Pitton del 1955.

Siata Amica Cabriolet 1951
Siata Amica Cabriolet 1951 dettaglio telaio scatolato

#### Alcune derivate

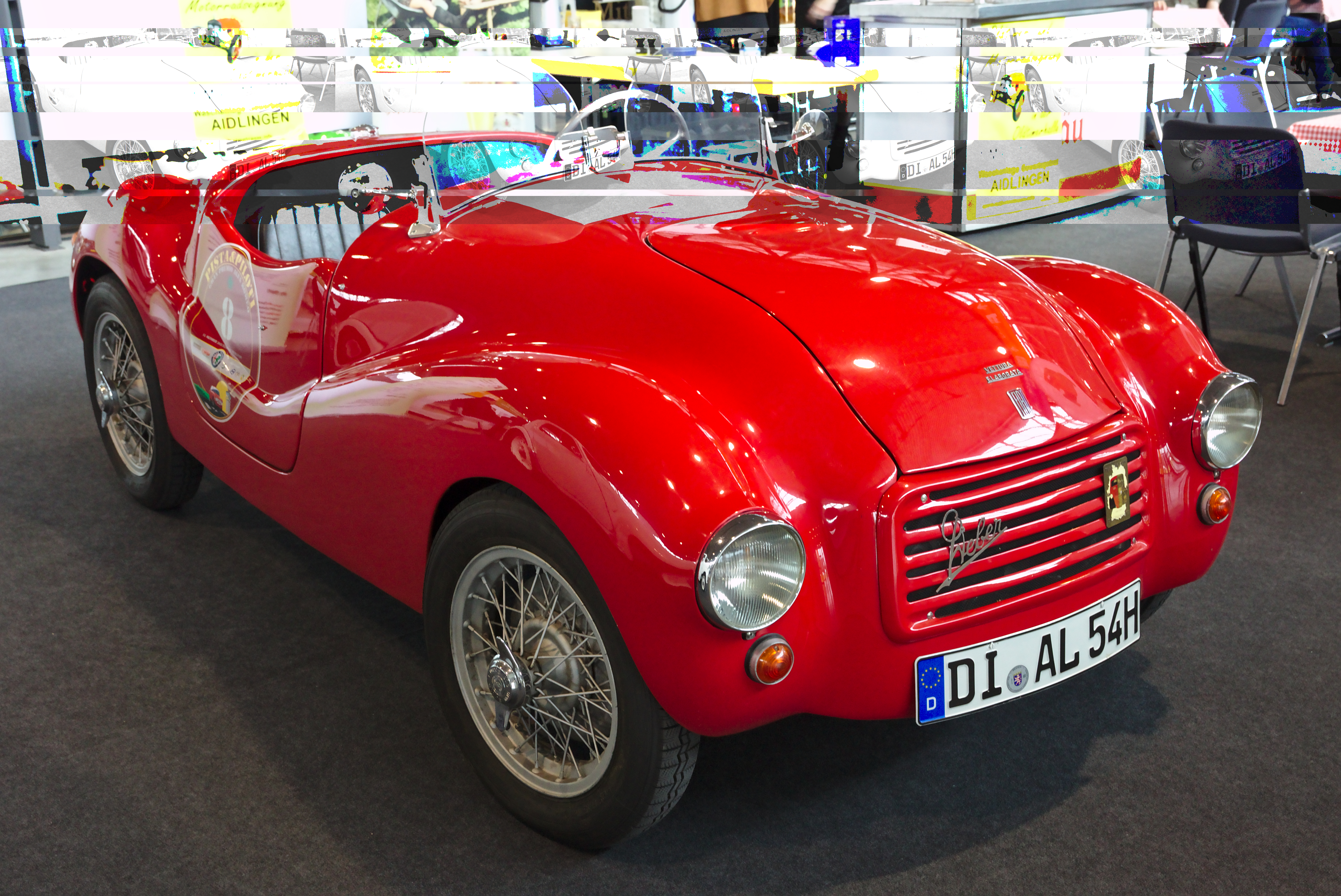
La Fiat 500 C Sport Barchetta

Le corse erano un severo banco di prova e soprattutto una insostituibile cassa di risonanza per pubblicizzare prestazioni, che rimanevano un parolone, e affidabilità.
Le "Topolino" più o meno elaborate avevano partecipato a centinaia di competizioni e avvicinato allo sport automobilistico un esercito di dilettanti, alcuni diventati famosi, come Elio Zagato che, per il suo esordio nelle corse del primissimo dopoguerra, aveva smantellato la 500 furgoncino trasformandola in una sport barchetta.

## Servizio nelle forze armate
La "Topolino", per la sua stessa filosofia progettuale, non si adattava a un uso militare: la scarsa potenza limitava le prestazioni e il peso sbilanciato sull'assale anteriore ne riduceva l'uso a percorsi piani e fondi duri. Nonostante ciò, già dal 1936 la "500" (sia balestra corta che, poi, balestra intera) venne acquisita dal Regio Esercito come mezzo di collegamento nei comandi cittadini. Durante la seconda guerra mondiale, la cronica e grave carenza di mezzi motorizzati portò le FF.AA italiane a impiegare la vettura anche al fronte e molte di requisizione vennero utilizzati in Italia anche dalla Wehrmacht dopo l'8 settembre 1943. Esistono testimonianze fotografiche di forniture dirette da parte della NSU alla Wehrmacht e di utilizzo da parte della stessa di Simca 5.

## Caratteristiche tecniche
| Caratteristiche tecniche - Fiat 500 "Topolino" del 1936               | Caratteristiche tecniche - Fiat 500 "Topolino" del 1936 | Caratteristiche tecniche - Fiat 500 "Topolino" del 1936 | Caratteristiche tecniche - Fiat 500 "Topolino" del 1936 | Caratteristiche tecniche - Fiat 500 "Topolino" del 1936 | Caratteristiche tecniche - Fiat 500 "Topolino" del 1936 |
| --------------------------------------------------------------------- | --- | --- | --- | --- | --- |
|                                                                       | | | | | |
| Configurazione                                                        | | | | | |
| Carrozzeria: berlinetta                                               | Carrozzeria: berlinetta | Posizione motore: anteriore | Posizione motore: anteriore | Trazione: posteriore | Trazione: posteriore |
| Dimensioni e pesi                                                     | | | | | |
| Ingombri (lungh.×largh.×alt. in mm): 3215 × 1275 × 1377               | Ingombri (lungh.×largh.×alt. in mm): 3215 × 1275 × 1377 | Ingombri (lungh.×largh.×alt. in mm): 3215 × 1275 × 1377 | Ingombri (lungh.×largh.×alt. in mm): 3215 × 1275 × 1377 | Diametro minimo sterzata: 8,70 m | Diametro minimo sterzata: 8,70 m |
| Interasse:                                                            | Interasse: | Carreggiate: anteriore 1114 - posteriore 1083 mm | Carreggiate: anteriore 1114 - posteriore 1083 mm | Altezza minima da terra: 144 mm | Altezza minima da terra: 144 mm |
| Posti totali: 2                                                       | Posti totali: 2 | Bagagliaio: 50 kg | Bagagliaio: 50 kg | Serbatoio: 21 l | Serbatoio: 21 l |
| Masse                                                                 | a vuoto: 535 kg | a vuoto: 535 kg | a vuoto: 535 kg | a vuoto: 535 kg | a vuoto: 535 kg |
| Meccanica                                                             | | | | | |
| Tipo motore: 4 cilindri in linea a corsa lunga, raffreddato a liquido | Tipo motore: 4 cilindri in linea a corsa lunga, raffreddato a liquido | Tipo motore: 4 cilindri in linea a corsa lunga, raffreddato a liquido | Cilindrata: (Alesaggio × corsa = 52 mm × 67 mm), 569 cm³ | Cilindrata: (Alesaggio × corsa = 52 mm × 67 mm), 569 cm³ | Cilindrata: (Alesaggio × corsa = 52 mm × 67 mm), 569 cm³ |
| Distribuzione: a valvole laterali con albero a camme nel basamento    | Distribuzione: a valvole laterali con albero a camme nel basamento | Distribuzione: a valvole laterali con albero a camme nel basamento | Alimentazione: un carburatore orizzontale Solex 22HD | Alimentazione: un carburatore orizzontale Solex 22HD | Alimentazione: un carburatore orizzontale Solex 22HD |
| Prestazioni motore                                                    | Potenza: 13 CV (9,6 kW) a 4000 giri / Coppia: 32,4 N⋅m a 2500 giri/min | Potenza: 13 CV (9,6 kW) a 4000 giri / Coppia: 32,4 N⋅m a 2500 giri/min | Potenza: 13 CV (9,6 kW) a 4000 giri / Coppia: 32,4 N⋅m a 2500 giri/min | Potenza: 13 CV (9,6 kW) a 4000 giri / Coppia: 32,4 N⋅m a 2500 giri/min | Potenza: 13 CV (9,6 kW) a 4000 giri / Coppia: 32,4 N⋅m a 2500 giri/min |
| Accensione:                                                           | Accensione: | Accensione: | Impianto elettrico: a 12 V - Dinamo 75 W, batteria 38 A⋅h | Impianto elettrico: a 12 V - Dinamo 75 W, batteria 38 A⋅h | Impianto elettrico: a 12 V - Dinamo 75 W, batteria 38 A⋅h |
| Frizione: monodisco a secco                                           | Frizione: monodisco a secco | Frizione: monodisco a secco | Cambio: a 4 marce + RM - 3º e 4º sincronizzate | Cambio: a 4 marce + RM - 3º e 4º sincronizzate | Cambio: a 4 marce + RM - 3º e 4º sincronizzate |
| Telaio                                                                | | | | | |
| Corpo vettura                                                         | telaio rigido a doppio trave in lamiera stampata, con mensole esterne per il fissaggio della carrozzeria | telaio rigido a doppio trave in lamiera stampata, con mensole esterne per il fissaggio della carrozzeria | telaio rigido a doppio trave in lamiera stampata, con mensole esterne per il fissaggio della carrozzeria | telaio rigido a doppio trave in lamiera stampata, con mensole esterne per il fissaggio della carrozzeria | telaio rigido a doppio trave in lamiera stampata, con mensole esterne per il fissaggio della carrozzeria |
| Sterzo                                                                | a vite e ruota elicoidale regolabile mediante vite centrale con tirante di comando per ciascuna delle ruote anteriori | a vite e ruota elicoidale regolabile mediante vite centrale con tirante di comando per ciascuna delle ruote anteriori | a vite e ruota elicoidale regolabile mediante vite centrale con tirante di comando per ciascuna delle ruote anteriori | a vite e ruota elicoidale regolabile mediante vite centrale con tirante di comando per ciascuna delle ruote anteriori | a vite e ruota elicoidale regolabile mediante vite centrale con tirante di comando per ciascuna delle ruote anteriori |
| Sospensioni                                                           | anteriori: a ruote indipendenti, molla trasversale a balestra con bracci inclinati e ammortizzatori idraulici / posteriori: ad assale rigido con molle a mezza balestra longitudinali, integrate da ammortizzatori idraulici | anteriori: a ruote indipendenti, molla trasversale a balestra con bracci inclinati e ammortizzatori idraulici / posteriori: ad assale rigido con molle a mezza balestra longitudinali, integrate da ammortizzatori idraulici | anteriori: a ruote indipendenti, molla trasversale a balestra con bracci inclinati e ammortizzatori idraulici / posteriori: ad assale rigido con molle a mezza balestra longitudinali, integrate da ammortizzatori idraulici | anteriori: a ruote indipendenti, molla trasversale a balestra con bracci inclinati e ammortizzatori idraulici / posteriori: ad assale rigido con molle a mezza balestra longitudinali, integrate da ammortizzatori idraulici | anteriori: a ruote indipendenti, molla trasversale a balestra con bracci inclinati e ammortizzatori idraulici / posteriori: ad assale rigido con molle a mezza balestra longitudinali, integrate da ammortizzatori idraulici |
| Pneumatici                                                            | 4.00 15 | 4.00 15 | 4.00 15 | 4.00 15 | 4.00 15 |
| Prestazioni dichiarate                                                | | | | | |
| Velocità: 85 km/h                                                     | Velocità: 85 km/h | Velocità: 85 km/h | Accelerazione: | Accelerazione: | Accelerazione: |
| Consumi                                                               | medio 6 l/100 km | medio 6 l/100 km | medio 6 l/100 km | medio 6 l/100 km | medio 6 l/100 km |
| Altro                                                                 | | | | | |
| Pendenza max                                                          | 22% | 22% | 22% | 22% | 22% |

| Caratteristiche tecniche - Fiat 500 Giardiniera Belvedere del 1955                                                            | Caratteristiche tecniche - Fiat 500 Giardiniera Belvedere del 1955 | Caratteristiche tecniche - Fiat 500 Giardiniera Belvedere del 1955 | Caratteristiche tecniche - Fiat 500 Giardiniera Belvedere del 1955 | Caratteristiche tecniche - Fiat 500 Giardiniera Belvedere del 1955 | Caratteristiche tecniche - Fiat 500 Giardiniera Belvedere del 1955 |
| --- | --- | --- | --- | --- | --- |
| | | | | | |
| Configurazione | | | | | |
| Carrozzeria: berlinetta | Carrozzeria: berlinetta | Posizione motore: anteriore | Posizione motore: anteriore | Trazione: posteriore | Trazione: posteriore |
| Dimensioni e pesi | | | | | |
| Ingombri (lungh.×largh.×alt. in mm): 3420 × 1455 × ?                                                                          | Ingombri (lungh.×largh.×alt. in mm): 3420 × 1455 × ? | Ingombri (lungh.×largh.×alt. in mm): 3420 × 1455 × ? | Ingombri (lungh.×largh.×alt. in mm): 3420 × 1455 × ? | Diametro minimo sterzata: 8,70 m | Diametro minimo sterzata: 8,70 m |
| Interasse: | Interasse: | Carreggiate: anteriore 1116 - posteriore 1083 mm | Carreggiate: anteriore 1116 - posteriore 1083 mm | Altezza minima da terra: 145 mm | Altezza minima da terra: 145 mm |
| Posti totali: 2 | Posti totali: 2 | Bagagliaio: | Bagagliaio: | Serbatoio: 21 l | Serbatoio: 21 l |
| Masse | a vuoto: 660 kg | a vuoto: 660 kg | a vuoto: 660 kg | a vuoto: 660 kg | a vuoto: 660 kg |
| Meccanica | | | | | |
| Tipo motore: 4 cilindri in linea a corsa lunga, raffreddato a liquido con testata in alluminio e sedi delle valvole riportate | Tipo motore: 4 cilindri in linea a corsa lunga, raffreddato a liquido con testata in alluminio e sedi delle valvole riportate                                                                                        | Tipo motore: 4 cilindri in linea a corsa lunga, raffreddato a liquido con testata in alluminio e sedi delle valvole riportate                                                                                        | Cilindrata: (Alesaggio × corsa = 52 mm × 69 mm), 569 cm³ | Cilindrata: (Alesaggio × corsa = 52 mm × 69 mm), 569 cm³ | Cilindrata: (Alesaggio × corsa = 52 mm × 69 mm), 569 cm³ |
| Distribuzione: a valvole in testa con aste e bilancieri e albero a camme nel basamento                                        | Distribuzione: a valvole in testa con aste e bilancieri e albero a camme nel basamento | Distribuzione: a valvole in testa con aste e bilancieri e albero a camme nel basamento | Alimentazione: un carburatore orizzontale Weber 22 DRS | Alimentazione: un carburatore orizzontale Weber 22 DRS | Alimentazione: un carburatore orizzontale Weber 22 DRS |
| Prestazioni motore | Potenza: 16,5 CV (12,1 kW) a 4000 giri / Coppia: 29 N⋅m a 2400 giri/min | Potenza: 16,5 CV (12,1 kW) a 4000 giri / Coppia: 29 N⋅m a 2400 giri/min | Potenza: 16,5 CV (12,1 kW) a 4000 giri / Coppia: 29 N⋅m a 2400 giri/min | Potenza: 16,5 CV (12,1 kW) a 4000 giri / Coppia: 29 N⋅m a 2400 giri/min | Potenza: 16,5 CV (12,1 kW) a 4000 giri / Coppia: 29 N⋅m a 2400 giri/min |
| Accensione: | Accensione: | Accensione: | Impianto elettrico: a 12 V - Dinamo 130 W, batteria 38 A⋅h | Impianto elettrico: a 12 V - Dinamo 130 W, batteria 38 A⋅h | Impianto elettrico: a 12 V - Dinamo 130 W, batteria 38 A⋅h |
| Frizione: monodisco a secco                                                                                                   | Frizione: monodisco a secco | Frizione: monodisco a secco | Cambio: a 4 marce + RM - 3º e 4º sincronizzate | Cambio: a 4 marce + RM - 3º e 4º sincronizzate | Cambio: a 4 marce + RM - 3º e 4º sincronizzate |
| Telaio | | | | | |
| Corpo vettura | telaio rigido a doppio trave in lamiera stampata, con mensole esterne per il fissaggio della carrozzeria | telaio rigido a doppio trave in lamiera stampata, con mensole esterne per il fissaggio della carrozzeria | telaio rigido a doppio trave in lamiera stampata, con mensole esterne per il fissaggio della carrozzeria | telaio rigido a doppio trave in lamiera stampata, con mensole esterne per il fissaggio della carrozzeria | telaio rigido a doppio trave in lamiera stampata, con mensole esterne per il fissaggio della carrozzeria |
| Sterzo | a vite e ruota elicoidale regolabile mediante vite centrale con tirante di comando per ciascuna delle ruote anteriori                                                                                                | a vite e ruota elicoidale regolabile mediante vite centrale con tirante di comando per ciascuna delle ruote anteriori                                                                                                | a vite e ruota elicoidale regolabile mediante vite centrale con tirante di comando per ciascuna delle ruote anteriori                                                                                                | a vite e ruota elicoidale regolabile mediante vite centrale con tirante di comando per ciascuna delle ruote anteriori                                                                                                | a vite e ruota elicoidale regolabile mediante vite centrale con tirante di comando per ciascuna delle ruote anteriori                                                                                                |
| Sospensioni | anteriori: a ruote indipendenti, molla trasversale a balestra con bracci inclinati e ammortizzatori idraulici / posteriori: ad assale rigido con molle balestra longitudinali, integrate da ammortizzatori idraulici | anteriori: a ruote indipendenti, molla trasversale a balestra con bracci inclinati e ammortizzatori idraulici / posteriori: ad assale rigido con molle balestra longitudinali, integrate da ammortizzatori idraulici | anteriori: a ruote indipendenti, molla trasversale a balestra con bracci inclinati e ammortizzatori idraulici / posteriori: ad assale rigido con molle balestra longitudinali, integrate da ammortizzatori idraulici | anteriori: a ruote indipendenti, molla trasversale a balestra con bracci inclinati e ammortizzatori idraulici / posteriori: ad assale rigido con molle balestra longitudinali, integrate da ammortizzatori idraulici | anteriori: a ruote indipendenti, molla trasversale a balestra con bracci inclinati e ammortizzatori idraulici / posteriori: ad assale rigido con molle balestra longitudinali, integrate da ammortizzatori idraulici |
| Pneumatici | 135/13 | 135/13 | 135/13 | 135/13 | 135/13 |
| Prestazioni dichiarate | | | | | |
| Velocità: 90 km/h | Velocità: 90 km/h | Velocità: 90 km/h | Accelerazione: | Accelerazione: | Accelerazione: |
| Consumi | medio 5 l/100 km | medio 5 l/100 km | medio 5 l/100 km | medio 5 l/100 km | medio 5 l/100 km |

## Nella cultura di massa
La Fiat 500 Topolino divenne estremamente popolare fra gli italiani. Nel 1975 il cantante Paolo Conte pubblicò la nota canzone "La Topolino amaranto" (che si riferiva alla prima versione Fiat 500 A, in quanto il testo fa esplicitamente riferimento all'anno 1946).

Una Fiat 500 C Topolino azzurra compare poi nel film del 1978 Piedone l'africano con Bud Spencer, in cui era l'automobile del brigadiere Caputo (Enzo Cannavale): curiosamente, essendo il film ambientato in Sudafrica, questa vettura presenta il volante a destra anziché a sinistra, sebbene Caputo affermi di possedere l'auto fin da quando viveva in Italia.